# Ibaretama
Ibaretama este un oraș în statul Ceará (CE) din Brazilia.